# 高橋五郎 (作家)
高橋 五郎（たかはし ごろう、1940年 - 2017年）は、日本のドキュメンタリー映像プロデューサー、作家。静岡県焼津市生まれ。

## 来歴
日本初の求人専門の写真週刊誌を都内JRと地下鉄で発売、1960年代初頭、太陽電池（雲母体）と半導体（チップ）の現物をアメリカから日本へ初めて持ち込み、旧通産省において国内大手電機メーカーへ初公開。
スペイン政府と王室のための、歴史的文物類と王室所有の秘蔵品をスペイン史上初めて映像に収録。
1980年代には、再生医療の開発・研究のために、カリフォルニア大学バークレー校とバイオ・タイム社として、世界初の人工血液開発実験に成功、その全記録映像を世界へ配信。
主な映像企画作品に「零戦第4617号」（NHK-BS）、「アルタミラ原始洞窟絵画」（TBS）、「スペイン王室の記録」「幻の巨大地下壕」（以上、日本テレビ）、「広島原爆はナチス製だった!?」（テレビ朝日）など多数。
「大人の流儀」（2014年7月号、KKベストセラーズ）誌上において、メディアで初めて南朝系天皇の末裔・小野寺直氏と氏が所有継承する「三種の神器」を映像化して紹介し、話題を呼んだ。
美幌の自衛隊基地の地下から、旧日本軍が戦中にアジア各地で集めた天皇の金塊や山下財宝を埋めた地下壕を発見し、著書で発見当時の内部写真も公開した。

## 主な著書
- 「天皇の金塊」
- 「天皇の金塊とヒロシマ原爆」
- 「天皇のスパイ」
- 「天皇の財宝」
- 「天皇奇譚」
- 「真説　日本の正体」
- 「美しきペテンの島国」
- 「原爆奇譚」
- 「早すぎた死亡宣告 誰が大韓航空機007便を撃墜したのか」